# Resident Evil 7: Biohazard
Resident Evil 7: Biohazard, conhecido no Japão como Biohazard 7: Resident Evil (バイオハザード7　レジデント イービル, Baiohazādo 7 Rejidento Ībiru) é um jogo eletrônico do gênero survival horror produzido pela Capcom e lançado em 24 de janeiro de 2017 para Microsoft Windows, PlayStation 4 e Xbox One, com a versão de PlayStation 4 tendo suporte completo para PlayStation VR. Um versão em nuvem foi lançada para o Nintendo Switch no Japão em 24 de maio de 2018 e no resto do mundo em 16 de dezembro de 2022. Uma versão aprimorada para o PlayStation 5 e Xbox Series X e S foi lançada em 13 de junho de 2022. O jogo é o décimo título principal da série Resident Evil, é importante destacar que o jogo: Resident Evil Survivor foi o primeiro Resident Evil que utilizou a perspectiva em primeira pessoa, no entanto, se trata de um spin-off da série, portanto, Resident Evil 7 foi o primeiro Resident Evil da série principal que usou a perspectiva em primeira pessoa.
A história segue a busca do civil Ethan Winters por sua esposa Mia, que o leva a uma mansão agrícola aparentemente abandonada e habitada pela família Baker. Ethan faz uso de armas e ferramentas na luta contra os membros da família e os "Mofados", uma forma humanoide de fungo. Itens de cura são usados em caso de lesão e há enigmas que precisam ser resolvidos para dar prosseguimento a história.
Resident Evil 7 foi anunciado durante a E3 2016 depois de vários rumores. Mais tarde naquele dia, uma demonstração intitulada Resident Evil 7 Teaser: Beginning Hour foi lançada na PlayStation Store para os assinantes da PlayStation Plus. Liderado por Koshi Nakanishi, diretor de Resident Evil: Revelations, a equipe de desenvolvimento foi composta por cerca de 120 pessoas. Em vez de ser centrado na ação como seus antecessores Resident Evil 5 e 6, os elementos de survival horror e a exploração tiveram prioridade no novo título. Para isso, o jogo utiliza uma perspectiva em primeira pessoa. Eles usaram o novo motor gráfico RE Engine, que já tinha sido testado na demonstração em realidade virtual KITCHEN na E3 de 2015.
Após o lançamento, o jogo recebeu avaliações geralmente favoráveis dos críticos, que elogiaram a jogabilidade, os gráficos e o design. A versão para PlayStation VR foi enaltecida por aumentar o envolvimento do jogador, mas também foi alvo de reclamações por ter a resolução diminuída e causar desconforto físico. Outras queixas foram dirigidas às batalhas contra chefes e ao capítulo final da história. Até o final de março de 2017, o jogo tinha vendido mais de três milhões e meio de cópias, sendo a terceira melhor estreia de um título da série. Dois conteúdos adicionais, intitulados Not a Hero e End of Zoe, também foram posteriormente lançados no jogo. Uma sequência, intitulada Resident Evil Village foi lançada em 2021.

## Jogabilidade

Mia ataca Ethan, personagem controlável pelo jogador de uma perspectiva em primeira pessoa.

O jogador controla o protagonista, Ethan, a partir de uma perspectiva em primeira pessoa. Embora Ethan seja um civil que ofereça poucas habilidades de combate, ele pode usar uma variedade de armas de fogo, incluindo pistolas, espingardas, lança-chamas, explosivos e motosserras, que auxiliam no combate contra os inimigos, descritos como "Mofados". Além disso, o personagem pode fazer um giro rápido de 180 graus para evitar as criaturas, assim como bloquear ataques recebidos para reduzir os danos causados. Os membros da família Baker estão presentes em grande parte do jogo, mas só podem ser temporariamente incapacitados pelo jogador. No entanto, esses combates são totalmente evitáveis por meio de discrição ou a fuga. O jogo também oferece outros elementos populares da série Resident Evil, tais como enigmas, gestão de recursos e ervas curativas.
Ao contrário de Resident Evil 5 e 6, a jogabilidade enfatiza o horror e a exploração ao invés da ação. O inventário usa um sistema baseado em grade com uma capacidade inicial de 12 itens, mas pode ser expandido várias vezes ao longo da campanha. Um item pode ocupar dois espaços no inventário e quatro deles podem ser acessados pelos botões direcionais. Baús conectados entre si são encontrados em salas seguras e também servem para gerenciar e armazenar objetos para uso posterior. Ainda é possível usar, examinar ou combinar itens através do inventário. Muitos dos enigmas do jogo exigem que os itens sejam examinados sob certas condições para revelar seus segredos. Os gravadores podem ser usados para salvar manualmente o progresso, que dependendo do nível de dificuldade escolhido, podem exigir o uso de uma fita cassete. Fitas de vídeo estão espalhadas pelo cenário, que se encontradas por Ethan, colocam o jogador na perspectiva de um personagem diferente e muitas vezes revelam informações da trama ou oferecem pistas necessárias para resolver um enigma. A edição de PlayStation 4 inclui um modo para PlayStation VR, tornando o jogo totalmente jogável com o acessório, mas a jogabilidade permanece idêntica entre os dois aparelhos. Uma versão em realidade virtual compatível com o Microsoft Windows e o Xbox One será lançada em 2018.
A versão do Nintendo Switch funciona por meio de Streaming, ou seja o jogador terá que pagar por uma assinatura para poder jogar, o jogo é processado em servidores em nuvem.

## Enredo
Em julho de 2017, Ethan Winters, um civil com antecedentes desconhecidos, é atraído até uma plantação abandonada em Dulvey, Luisiana, por uma mensagem de sua esposa, Mia, que despareceu nos últimos três anos e havia sido dada como morta. Enquanto explora uma casa aparentemente abandonada, Ethan encontra Mia presa no porão. Durante sua fuga, Mia de repente se torna extremamente violenta e ataca Ethan, forçando-o a "matá-la". Depois de receber uma chamada de uma mulher chamada Zoe oferecendo assistência, Ethan é atacado novamente por uma Mia revivida, que corta a sua mão esquerda. Então, Jack Baker, o patriarca da família Baker, captura Ethan; ele é arrastado para outra casa e tem sua mão recolada. Ethan é mantida em cativeiro por Jack, sua esposa Marguerite, seu filho Lucas e uma mulher idosa e em cadeira de rodas. Depois de escapar de suas restrições, ele é atacado repetidamente por Jack, que está infectado com poderosas habilidades regenerativas.
Zoe novamente contata Ethan, revelando que ela é a filha de Jack e informa a Ethan de que ela, sua família e Mia estão todos infectados com a mesma doença, mas podem ser curados com um soro especial. Ethan trilha um caminho para uma casa velha a fim de recuperar os ingredientes do soro e, assim, consegue matar Marguerite. Depois de recuperar os ingredientes, Ethan tem visões de uma jovem desconhecida. Lucas captura Zoe e Mia antes do retorno de Ethan e, obriga-o a navegar em um celeiro cheio de armadilhas para encontrá-los. Ethan supera Lucas, fazendo com que ele fuja e libere Zoe e Mia. Zoe então desenvolve duas doses séricas; Jack, agora fortemente mutado, ataca Ethan, que usa uma dose para matá-lo permanentemente.
Ethan deve então escolher curar Mia ou Zoe. Escolhendo Zoe, Mia fica com o coração partido, apesar da promessa de Ethan de enviar ajuda. Enquanto ele e Zoe fogem em um barco, Zoe revela que os Bakers foram infectados depois Mia chegou com uma jovem chamada Eveline quando o naufrágio de um navio petroleiro lavado em terra. Eveline pára a sua fuga ao matar de forma psíquica Zoe, e Ethan é derrubado do barco por uma criatura. Se Ethan escolher Mia, Zoe dá uma amarga despedida a ele e a Mia. Enquanto ele e Mia fogem de um barco, eles atravessam o petroleiro acidentado, onde são atacados pela criatura que derruba o barco.
Seguindo qualquer uma das opções, Mia acaba no navio destruído e procura por Ethan enquanto experimenta visões de Eveline, que se refere a Mia como sua mãe. Eventualmente, a memória de Mia é restaurada, revelando que ela era uma operação secreta para uma corporação sem nome que desenvolveu Eveline como uma arma biológica. Mia e outro agente escoltaram Eveline enquanto ela estava sendo transportada a bordo do petroleiro quando Eveline escapou de contenção, matou o colega de Mia e afundou o navio. Ela então infectou Mia em um esforço para forçá-la a ser sua mãe.
Ao encontrar Ethan, Mia lhe dá um frasco do material genético de Eveline. Se Ethan curou Mia, ela resiste ao controle de Eveline o suficiente para selar Ethan do navio para salvá-lo; Se ele curou Zoe, Mia sucumbe ao controle de Eveline e ataca Ethan, forçando-o a matá-la permanentemente.
Depois de deixar o naufrágio, Ethan descobre um laboratório escondido dentro de uma mina de sal abandonada. Lá, ele descobre que Eveline é uma arma bio-orgânica capaz de infectar pessoas com um molde psicotrópico que lhe dá controle sobre a mente de suas vítimas, resultando em insanidade, habilidades regenerativas sobre-humanas e várias mutações. Eveline cresceu obcecada por ter uma família, influenciando-a a infectar Mia e os Bakers, além de atrair Ethan para a mansão agrícola abandonada. Lucas também revelou ter sido imunizado contra o controle da Eveline pela organização em troca de fornecer observações sobre ela. Usando o equipamento de laboratório e o material genético de Eveline, Ethan sintetiza uma toxina para matá-la e passa por uma série de túneis que levam de volta à casa da família Baker. Eveline ataca Ethan com alucinações, mas ele as superam. Ethan então injeta a toxina, mas em vez de matá-la, Eveline revela que é a mulher idosa em uma cadeira de rodas, envelhecendo rapidamente desde sua fuga. Eveline então se transforma em um grande monstro e, auxiliado pela chegada de um esquadrão militar, Ethan é capaz de matá-la.
Com Eveline morta, o esquadrão e seu líder, que se identifica como "Redfield", resgata Ethan por helicóptero. Se Ethan não curou Mia, ele joga seu telefone, contendo a última mensagem de Mia, do helicóptero, dizendo "adeus". Se Mia estava curada, ela é encontrada viva a bordo do helicóptero de Redfield. À medida que o helicóptero voa, revela-se que é marcado com uma variação do logotipo da Umbrella Corporation.

### Not a Hero
O agente da BSAA, Chris Redfield, junta-se à agora reformada Umbrella Corporation para aprender Lucas Baker e descobrir evidências sobre o misterioso grupo que criou Eveline, chamado "The Connections". Depois de resgatar Ethan Winters e mandá-lo embora em um helicóptero, Chris segue para o laboratório de Lucas na mina de sal, onde acidentalmente se depara com uma das armadilhas de Lucas e tem uma bomba presa no pulso esquerdo. Implacável, Chris continua sua busca. Ele tenta resgatar vários soldados capturados da Umbrella, mas eles são mortos pelas armadilhas de Lucas. Eventualmente, Lucas decide ativar um temporizador na bomba de Chris. Chris é forçado a congelar a bomba em nitrogênio líquido, desabilitando-a por tempo suficiente para removê-la.
Com a bomba removida, Chris enfrenta mais dos Mofados e das armadilhas de Lucas. Ele então encontra seu caminho em um laboratório secreto de pesquisa da The Connections, onde Lucas matou todos os pesquisadores da The Connections e planeja trair a organização. Chris consegue encurralar e atirar em Lucas, o que desencadeia uma mutação em seu corpo. Chris luta e eventualmente mata o mutante Lucas, e também o impede de transferir todos os seus dados sobre Eveline para o The Connections. Com sua missão feita e a infecção de Eveline contida, Chris retorna ao acampamento base da Umbrella para uma ligação urgente.

### End of Zoe
Seguindo o caminho onde Ethan cura Mia em vez de Zoe, Zoe entra no pântano onde ela é aparentemente morta por Eveline. No entanto, um par de soldados da Umbrella encontra seu corpo e descobre que ela ainda está viva quando são emboscados por Joe Baker, irmão de Jack Baker e tio de Zoe. Joe inicialmente acredita que a Umbrella é responsável pela condição de Zoe, mas o soldado capturado da Umbrella afirma que eles têm uma cura para Zoe armazenada em um barraco próximo, então Joe vai buscá-la. No entanto, ele só encontra uma dose parcial da cura e o prisioneiro da Umbrella é morto por um Mofado antes que ele possa levar Joe de volta à base da Umbrella. Joe foge com Zoe em um barco até que seu progresso é interrompido por uma parede de perímetro maciço, forçando-o a procurar a base a pé. Ao longo do caminho, ele é perseguido por uma criatura particularmente poderoso chamado "Homem do Pântano", que continua retornando toda vez que Joe o derrota.
Joe descobre que a base foi abandonada, mas descobre que a cura foi transferida para um barco de remo nas proximidades. Ele embarca no pedalinho e recupera uma dose completa da cura, derrotando o Homem do Pântano novamente no processo. Joe retorna para Zoe, mas ela é seqüestrada pelo Homem do Pântano antes que ele possa administrar a cura. Joe persegue uma parte fortemente infectada do pântano, encontrando Zoe em uma igreja abandonada. No entanto, Joe é emboscado pelo Homem do Pântano, e ele fica chocado ao descobrir que o Homem do Pântano é na verdade Jack antes de ser nocauteado e jogado na água para morrer.
Joe finalmente perto da mansão Baker, onde ele se encontra no meio de uma batalha entre os Mofado e a Umbrella. Ele recupera uma manopla de alta tecnologia da Umbrella e entra na mansão, onde ele enfrenta Jack novamente. Joe derrota e mata Jack para o bem e administra a cura para Zoe assim que os reforços da Umbrella chegam. Chris garante a Joe e Zoe que eles estão aqui para ajudar, e Zoe está totalmente curada de sua infecção. Ela então recebe um telefonema de Ethan, e ela agradece a ele por manter sua promessa de enviar ajuda para ela.

## Desenvolvimento
Após o lançamento de Resident Evil 6, o produtor Masachika Kawata observou que na Capcom havia discussões internas sobre a direção do próximo capítulo da série. Uma versão preliminar do novo jogo, desenvolvida em 2013, tinha mais conteúdo voltado a ação. No entanto, a equipe de produção reconheceu que a escala de bioterrorismo mundial apresentado em Resident Evil 6 tinha crescido de mais, e como resultado, o charme da franquia foi perdido. Para recuperar isso, o chefe de Kawata, Jun Takeuchi, solicitou que a série voltasse a suas origens do survival horror. Inspirados pelo filme The Evil Dead, os desenvolvedores perceberam que dimensionar o jogo de volta para um local específico e utilizar uma perspectiva de primeira pessoa para imergir os jogadores nos ambientes seria a melhor maneira de conseguir isso.
O desenvolvimento começou por volta de fevereiro de 2014. O jogo foi construído sob um novo motor gráfico, o RE Engine, que inclui ferramentas para desenvolvimento em realidade virtual (RV). A decisão de usar a perspectiva em primeira pessoa foi tomada bem antes de uma versão em RV ser considerada. A produção para essa plataforma começou em outubro de 2015, para qual toda uma equipe de produção foi destinada. A introdução da RV demandou que as texturas fossem mais detalhadas e os objetos tivessem proporções precisas. Um ano antes do anúncio oficial, a Capcom apresentou na E3 de 2015 uma demonstração de um jogo de horror em primeira pessoa chamado KITCHEN, que usava o RE Engine. Como Resident Evil 7 começou a ser desenvolvido bem antes que KITCHEN, este último foi visto como uma oportunidade para a Capcom testar como a capacidade do motor gráfico em RV seria recebido pelo público. Como uma dica para a relação da demonstração com Resident Evil 7, o logotipo de KITCHEN tinha a letra "T" projetada com uma pequena diferença para que ela parecesse um "7", mas o detalhe passou despercebido. No relatório anual integrado da empresa de 2015, a divisão de desenvolvimento de Resident Evil da Capcom tinha como foco a criação de experiências para o mercado de realidade virtual, que incluíam tanto um novo motor gráfico e jogos para a oitava geração de consoles.
O jogo foi anunciado durante a conferência da Sony na E3 de 2016. Liderados por Koshi Nakanishi, que já havia trabalhado em Resident Evil: Revelations, a equipe produção contou com aproximadamente 120 pessoas. Pela primeira vez na série, o roteirista foi um ocidental, Richard Pearsey, que já havia escrito os dois pacotes de expansão de F.E.A.R. e era um dos compositores narrativos de Spec Ops: The Line. Quando foi revelado, a produção já estava cerca de 65% finalizada. Embora existam conexões com os jogos anteriores, Resident Evil 7 apresenta novas personagens. O título, que pela primeira vez traz os dois nomes da série — "Resident Evil" (versão internacional) e "Biohazard" (versão japonesa) — foi dito ser uma pista para os acontecimentos do jogo. Alguns dos modelos de criaturas foram feitos originalmente em forma física - alguns deles com carne real - por maquiadores, para depois serem digitalizados através do emprego de fotogrametria. Esta tecnologia desenvolvida consumiu mais da metade dos ativos gerais do jogo, o que dificultou a pesquisa do cenário da Louisiana, porque sua demanda considerável de equipamentos era inviável para o transporte, o que exigiu a Capcom modelar a mão.
A trilha sonora foi composta principalmente por Akiyuki Morimoto, com contribuições adicionais de Satoshi Hori, Miyako Chinone, Brian D'Oliveira e Cris Velasco. A banda de rock japonesa L'Arc-en-Ciel também compôs uma canção chamada "Don’t Be Afraid". A música-tema, uma versão original da canção tradicional "Go Tell Aunt Rhody", foi escrita por Michael A. Levine e interpretada por Jordan Reyne. A filha de Levine, Mariana Barreto, foi a escolha original, mas ela acabou realizando os vocais de fundo. A música passou por cerca de 20 versões até a conclusão. A trilha sonora oficial foi lançada digitalmente pela Sumthing Else Music Works junto com o jogo em 24 de janeiro.

## Promoção e lançamento
Em outubro de 2016, a Capcom publicou uma série de dez vídeos chamados The World of Resident Evil 7 para promover o conteúdo presente no jogo. No mês seguinte, a empresa confirmou o recurso de salvamento conjunto entre o Microsoft Windows e o Xbox One. Se o jogo for comprado no Windows através da Windows Store ou no Xbox One digitalmente, ele é jogável em ambas as plataformas através do programa Xbox Play Anywhere, sendo a primeira produção de uma desenvolvedora de terceiros a oferecer essa opção.
A equipe de marketing interna da Capcom colaborou com a agência criativa iam8bit para produzir uma sala de fuga chamada Resident Evil Escape Room Experience, em que grupos de seis pessoas eram guiados através de uma série de salas por funcionários da Umbrella Corporation. A promoção foi realizada em uma galeria em Echo Park, Los Angeles. Em Londres, um evento similar foi organizado em concordância com o lançamento.
O jogo recebeu várias versões especiais. A edição de colecionador exclusiva da GameStop em uma capa protetora de metal e inclui um modelo de oito polegadas da mansão dos Baker, que quando aberta funciona como uma caixa de música, cujo toca tema-musical do jogo, um pendrive de 4 GB em forma de um dedo de manequim, uma caixa de VHS, uma litografia da família Baker e uma nota. A versão britânica acrescenta o Survival Pack: Action Set DLC, um artbook do aniversário de 20 anos da série e uma réplica de sete polegadas da mansão, mas não vem com a caixa de música. As pré-encomendas americanas no PlayStation 4 e Xbox One vinham com um código para o download digital gratuito de Resident Evil: Retribution. Uma vela 4D com o cheiro da mansão dos Baker foi feita para melhorar a experiência em realidade virtual.
Resident Evil 7: Biohazard foi lançado para Microsoft Windows, PlayStation 4 e Xbox One na América do Norte e Europa em 24 de janeiro de 2017 e no Japão dois dias depois. O jogo tem mais de dois milhões de jogadores ao redor do mundo, dos quais 200 mil usuários usam realidade virtual. A versão para Windows foi protegida pelo software antipirataria Denuvo. Mesmo assim, o jogo foi hackeado cinco dias após o lançamento.

### Demonstrações jogáveis
No mesmo dia em que o jogo foi anunciado, uma demonstração chamada Resident Evil 7 Teaser: Beginning Hour foi liberada para os assinantes do PlayStation Plus na PlayStation Store. Ela se passa em uma casa abandonada, de onde uma personagem masculina sem nome deve escapar. Dependendo das ações tomadas pelo jogador, a demonstração tem três finais diferentes. A Capcom revelou posteriormente que o teaser era uma experiência independente e não parte do produto final, que teria um personagem principal diferente, ambientes mais variados e mecânicas adicionais, como o combate. Em julho de 2016, Beginning Hour já tinha sido baixada mais de duas milhões de vezes. Uma atualização intitulada "Twilight Version" foi liberada em 15 de setembro e dava acesso a salas e itens novos para serem encontrados. Junto com a nova versão, a Capcom também lançou um trailer da versão final do jogo. Uma segunda atualização chamada "Midnight Version" foi lançada em 3 de dezembro e desbloqueava uma parte nova do cenário, juntamente com vários itens a serem encontrados e um quebra-cabeça, baseado no conteúdo acrescentado em "Twilight". A demonstração, já com as três atualizações, foi disponibilizada para os usuários do Xbox One em 9 de dezembro e para os do Windows em 19 de dezembro.
Uma nova demonstração jogável chamada Lantern foi disponibilizada para os participantes da Gamescom 2016 como parte da divulgação do primeiro trailer da história do jogo. Ela faz uso de found footage e narrativa em primeira pessoa e mostra uma jovem chamada Mia escondendo-se de uma mulher agitada segurando uma lanterna. Esta é na verdade Marguerite Baker, que foi mencionada pela primeira vez em Beginning Hour.

### Conteúdo paradownload
O primeiro pacote de conteúdo para download (DLC) do jogo, intitulado Banned Footage Vol. 1, foi lançado para o PlayStation 4 em 31 de janeiro de 2017. O pacote inclui dois cenários, chamados "Nightmare" e "Bedroom", e um novo modo de jogo, "Ethan Must Die". Banned Footage Vol. 2 foi liberado em 14 de fevereiro e adiciona mais dois cenários, "21" e "Daughters", e outro modo intitulado "Jack's 55th Birthday". Ambas as extensões foram disponibilizadas para o Xbox One e Windows em 21 de fevereiro. "Not a Hero", um capítulo de história onde os jogadores controlam Chris Redfield, teve seu lançamento 12 de dezembro de 2017, junto com "End of Zoe", que finaliza a história do jogo, mostrando o que aconteceu com a personagem Zoe Baker.

## Recepção

### Pré-lançamento
Devido à sua apresentação em primeira pessoa, o jogo tem atraído comparações com Silent Hills e sua demonstração P.T., publicada pela Konami. A Capcom respondeu a esta apontando que Resident Evil 7 estava em desenvolvimento antes do lançamento de P.T., e dissipou quaisquer rumores sobre a equipe da Konami ter sido contratada para trabalhar no jogo.
A Shacknews observou que Beginning Hour tinha várias semelhanças com Sweet Home (1989), jogo de horror da Capcom que inspirou o Resident Evil original (1996). Estas semelhanças com Sweet Home incluem o enredo de um elenco de um filme indo para uma casa abandonada, uma presença feminina paranormal na casa e um conto trágico envolvendo uma família que vivia lá. De acordo com a Shacknews, Resident Evil 7 "pode voltar as raízes ainda mais profundas do que o inicialmente imaginado". A Eurogamer considerou o elemento de survival horror em Lantern como uma reminiscência de Alien: Isolation.
Resident Evil 7 tem sido bem recebido pela diferença com o seu antecessor fortemente criticado Resident Evil 6, em particular com relação a mudança de combate orientados para a ação para uma abordagem de horror mais fundamentada na atmosfera.

### Pós-lançamento
O jogo, segundo o site Metacritic, foi bem recebido pelos críticos.
A revisão da Famitsu deu uma nota média de 36 de 40 para o jogo. Já a IGN Brasil, deu média 9.2/10 ao jogo.

## Vendas
A projeção de vendas pré-lançamento da Capcom para a janela de lançamento do jogo, até o final de março de 2017, foi de 4 milhões de cópias. O jogo enviou mais de 2,5 milhões de unidades em todo o mundo dias após o lançamento, enquanto a demonstração excedeu 7,15 milhões de downloads. O modesto número de embarque teve efeito sobre o preço das ações da Capcom, que caiu mais de três por cento na Bolsa de Valores de Tóquio. Resident Evil 7 foi o jogo eletrônico mais vendido no Reino Unido durante sua semana de lançamento de acordo com a Chart-Track, totalizando a terceira melhor estreia na história da série Resident Evil atrás de 5 (7,1 milhões) e 6 (6,6 milhões). Durante esse período, 200 mil cópias também foram vendidas através do Steam. Classificou-se em primeiro nas classificações japonesas na semana que terminou em 29 de janeiro; as vendas de PS4 totalizaram 187 mil e 306 cópias, 58,9% do seu embarque inicial. No mês de janeiro nos Estados Unidos, Resident Evil 7 foi o mais vendido do que qualquer outro jogo eletrônico. Em 1 de fevereiro, a Capcom comunicou aos seus investidores que o jogo havia recuperado seu orçamento. Ele permaneceu no topo da classificação de vendas do Reino Unido na segunda semana. Em fevereiro, Resident Evil 7 se classificou como o segundo jogo eletrônico mais vendido nos Estados Unidos, atrás de For Honor. Em abril de 2017, o jogo vendeu 3,5 milhões de cópias em todo o mundo, sem a expectativa da Capcom de 4 milhões. Em maio de 2017, a Capcom deu ao jogo uma previsão de vendas ao longo da vida de 10 milhões de unidades, citando críticas favoráveis, marketing e conteúdo para download como fatores contribuintes. Em novembro de 2017, a Capcom anunciou que o jogo já vendeu 4,1 milhões de cópias. O jogo entrou no top 10 de "Capcom Platinum Titles", que ultrapassou 1 milhão de cópias vendidas, e em setembro de 2018, as vendas totais atingiram 5,7 milhões,que subiu para 6,1 milhões em dezembro e passou a ser o 4° game mais vendido da franquia Resident Evil.[96][97] Segundo a Capcom ate 30 junho de 2021 o jogo vendeu 9,8 milhões de unidades sendo o jogo mais vendido da franquia e o segundo mais vendido da Capcom.